# ناغاساكي مارو (الجيل الرابع)

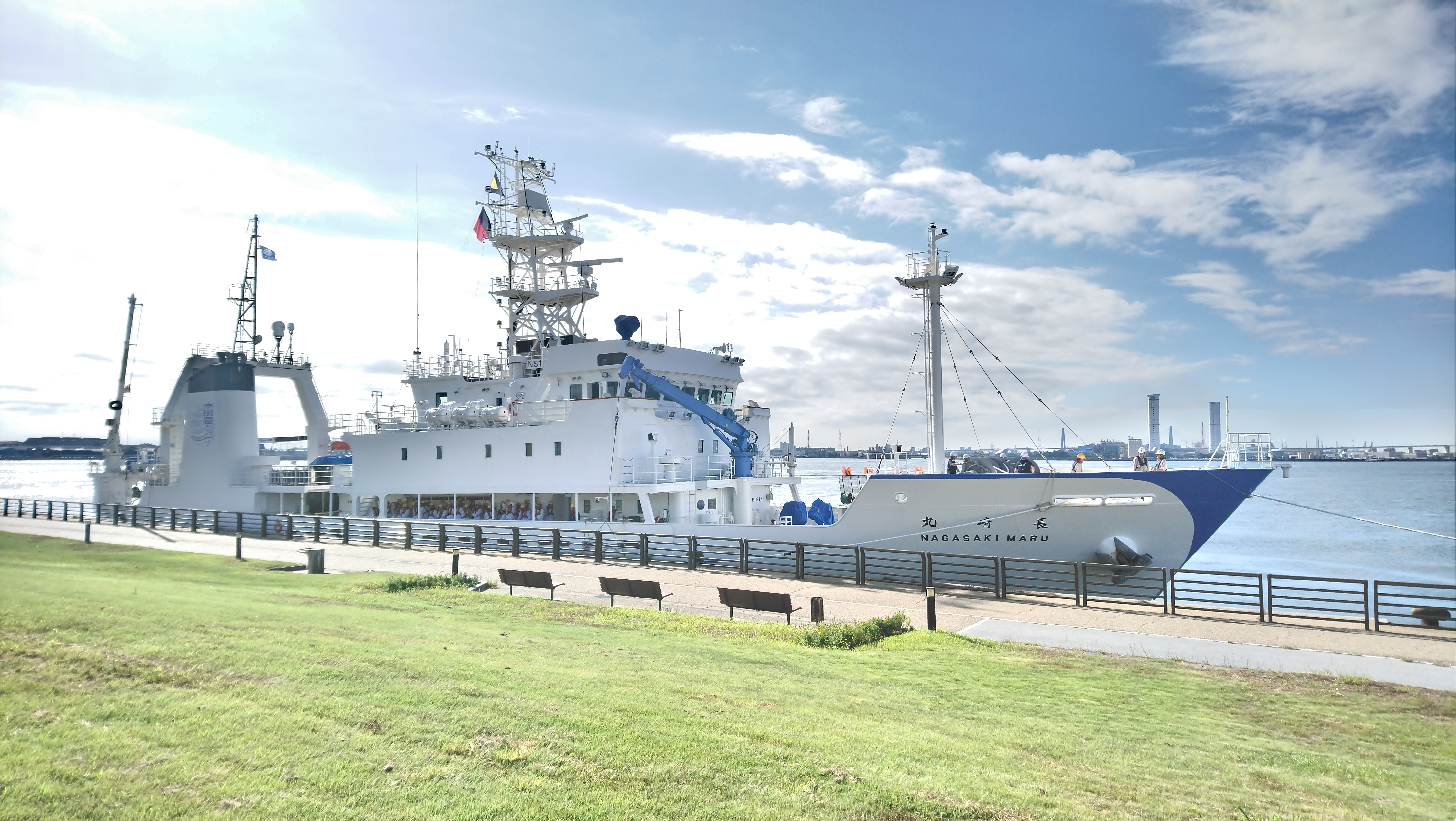
سفينة ناغاساكي مارو

ناغاساكي مارو هي سفينة تدريب مملوكة لكلية المصايد بجامعة ناغاساكي. وهي من الجيل الرابع الذي دخل الخدمة في عام 2018.

## ملخص
تم بناؤها في مصنع ميتسوي للهندسة وبناء السفن في تامانو كبديل لسفينة ناغاساكي مارو (الجيل الثالث)، وأقيم حفل إطلاق في 19 أكتوبر 2017، تحت إشراف رئيس جامعة ناغاساكي شيجيرو كونو وكاتسوياسو تاتشيبانا، عميد. كلية المصايد . بعد ذلك، تم الانتهاء منه في 26 مارس، وأقيم حفل الانتهاء في 29 مارس 2018 في رصيف ديجيما في مدينة ناغاساكي.
استنادًا إلى مفهوم "الحرم الجامعي الدولي البحري الذي يقود مصايد الأسماك والعلوم البحرية لبحر الصين الشرقي"، تعد هذه السفينة بديلاً عن سفينة ناغاساكي مارو (الجيل الثالث)، استجابةً للتغييرات في مختلف المعاهدات واللوائح والظروف التعليمية والاستجابة لمعالجة النفايات وتحتوي على أجهزة تنقية ومعدات تدريب والكثير للطالبات (حمام، تواليت، إلخ).
1. ↑  "長崎大学水産学部附属練習船「長崎丸」の竣工披露式を挙行". 国立大学法人長崎大学. مؤرشف من الأصل في 2021-12-09. اطلع عليه بتاريخ 2018-09-24.
2. ↑  "長崎大学漁業練習船「長崎丸」代船（四代目）の建造着手　　平成30年3月末竣工へ". 国立大学法人長崎大学. مؤرشف من الأصل في 2021-12-09. اطلع عليه بتاريخ 2018-09-24.